# Monasterio de Santa Ana (Tendilla)
El monasterio de Santa Ana es un antiguo monasterio, actualmente en ruinas, del municipio español de Tendilla, en la provincia de Guadalajara.

## Descripción
Se ubicaba en el término municipal guadalajareño de Tendilla, en la comunidad autónoma de Castilla-La Mancha, al sur de dicha localidad. Su erección, de la que fueron responsables Íñigo López de Mendoza y Figueroa y Elvira de Quiñones, se remonta a la segunda mitad del siglo XV. Hoy en día solo quedan ruinas.

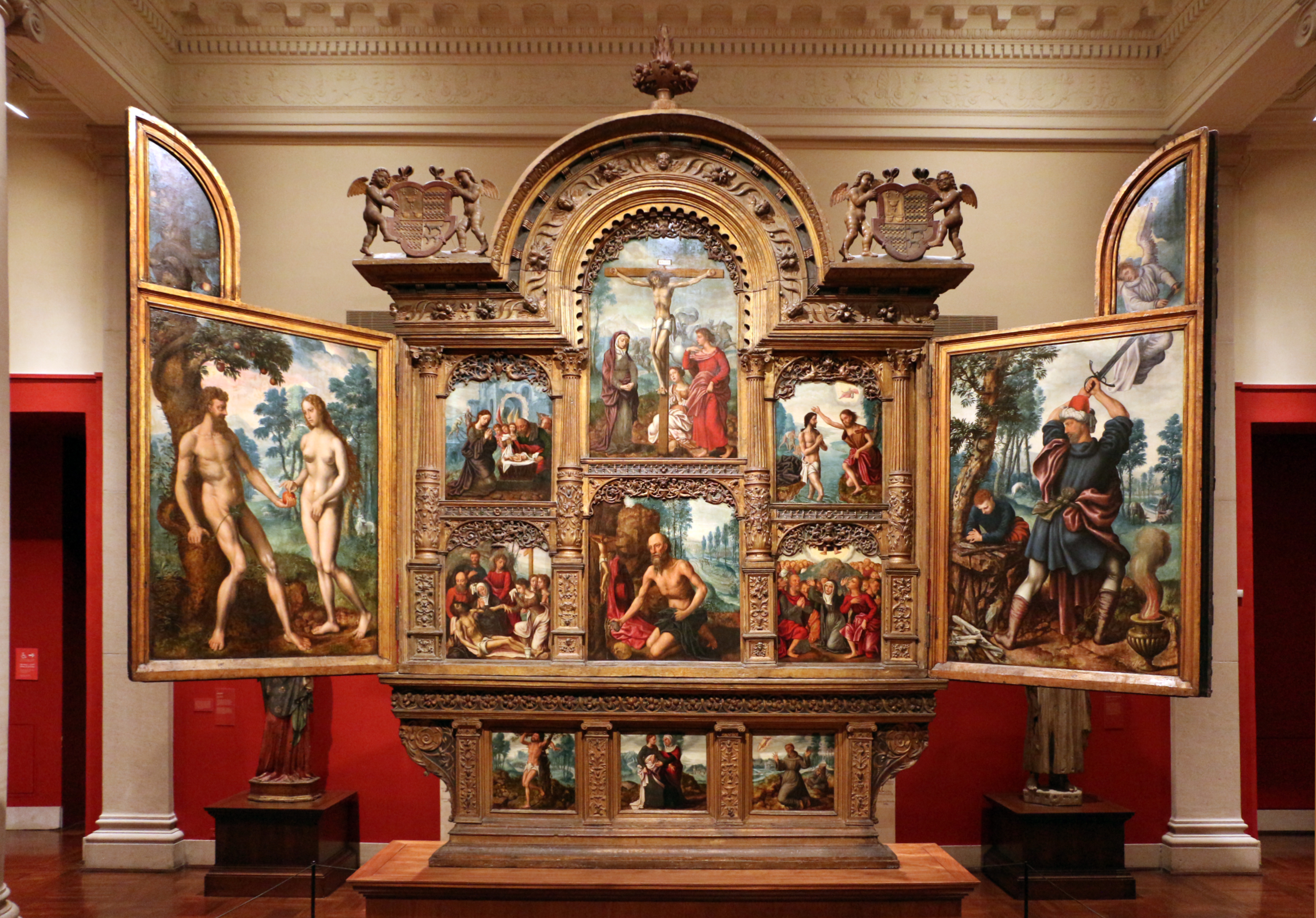
Retablo de la iglesia, Jan Sanders van Hemessen